# Франко Зиновія Тарасівна
Зино́вія Ростислава Тарасівна Франко́ (31 жовтня 1925, Львів — 17 листопада 1991, Київ) — українська мовознавиця, літературознавиця, франкознавиця, публіцистка, громадська діячка. Кандидатка філологічних наук. Авторка понад 200 наукових та науково-публіцистичних праць з історії української літературної мови, лінгвостилістики, ономастики, топоніміки, літературознавства та франкознавства. З 1990 року — членкиня Спілки письменників СРСР. Онучка Івана Франка, дочка Тараса Франка, старша сестра Роланда Франка.

## Життєпис
Народилася у Львові найстаршою дочкою в родині вчителя гімназії Тараса Франка, середульшого сина Івана Франка. Навчалася спершу в Ряшеві (нині Польща; пол. Rzeszów), опісля у Львівській школі ім. М. Шашкевича (1934–1938), Українській академічній гімназії у Львові та в Станіславі (Івано-Франківськ), куди разом із родиною переїхала 1939 року. 1944 року закінчила Станиславську гімназію, де її батько працював учителем. Вийшла заміж за фізика Юрачківського Павла Опанасовича (1920 р. н.)
Здавши екстерном екзамени за десятирічку, 1945 року вступила на заочне відділення, а згодом — на стаціонар філологічного факультету Львівського університету, який закінчила з відзнакою 1949 року. Того ж року родину примусово перевезено до Києва, щоб ізолювати від львівського середовища.
У 1950 році приступила до аспірантури при Інституті мовознавства імені О. О. Потебні АН УРСР, де захистила кандидатську дисертацію «Іван Франко в боротьбі з українським буржуазним націоналізмом» (1954) і стала молодшою, відтак старшою науковою співробітницею цієї академічної установи. Написала також дві докторських дисертації (1968), яких не вдалося захистити.
1987 року вийшла на пенсію та мешкала у Києві.

## Дисидентська діяльність

Тарас Франко з онуками Юрієм (стоїть) та Андрієм (у кептарику), донькою Зиновією та зятем Павлом Юрачківським. Київ, 1960-ті роки

Зазнала репресій від радянської влади, особливо після того, як усенародно виступила на підтримку заарештованих шістдесятників: її заарештовано та звільнено з роботи в травні 1969 за участь у правозахисному русі й за редагування книги Івана Дзюби «Інтернаціоналізм чи русифікація?». Була піддана переслідуванням на початку 1970-х років за три примірники журналу «Сучасність», привезені зі славістичного з'їзду в Болгарії.
1972 року була повернута на роботу в Інститут літератури, з якого її свого часу прогнали як націоналістку, але політичний шантаж і цькування надалі тривали.
Була одним із центрів, довкола якого формувався НРУ, починалося національне відродження. Виступала за реабілітацію УГКЦ, захищала студентів-голодувальників, асоціювалася з тими, хто відновлював діяльність НТШ.[джерело?]

### Взаємодія з КДБ
Михайлина Коцюбинська згадувала про те що начебто КДБ вдалося змусити Зиновію Франко «розкаятися» й «виступити проти» своїх товаришів однодумців:

| «Великі арешти розпочалися у січні 1972 року… Мене почали викликати на допити до КГБ. Вже після таких розмов у мене склалося враження, що кагебісти вирішили використати моє прізвище, поєднавши його з прізвищем Зіновії Франко, для того, щоб ми разом виступили з каяттям і осудом своїх заарештованих друзів. Зіновію Франко відразу ж після арештів затримали, хоча формально, мовби, й не заарештували. Франко шантажували дітьми, тим, що відберуть нову квартиру, в яку збиралася переїздити її родина (для неї, ясна річ, це було дуже важливим питанням).» «Після того, як затримали Зіновію Франко, її чоловік відразу ж розірвав з нами будь-які зв'язки, і ми не могли нічого про неї довідатись… Із розмов у КГБ я зрозуміла, що Зіновія Франко почала говорити те, чого не слід. При тому ще й плутала те, що було насправді, із тим, чого ніколи не було. Звичайно, на слідстві я все заперечувала й відразу попередила всіх, що Франко почала говорити. Пам'ятаю, як мене послали начебто у службове відрядження до Харкова — до видавництва при Харківському університеті. Вже там на місці мене забрали до КГБ й показали каяття Зіновії Франко, опубліковане в газеті «Радянська Україна». Я подивилася на початок й на підпис і повернула їм газету. Кагебісти не могли нічого збагнути: «Невже ви не хочете цього прочитати?». Я їм на це: «Мені знайомий цей жанр, і краще, ніж каявся Го Можо, не можна» (у своєму покаянні він написав, що він мусив би вивалятися в болоті, аби спокутувати свою провину).» «Пізніше Франко змусили також виступити по телебаченню. Якось КГБ організувало нам із Франко очну ставку… Мене забрали з роботи… завезли до КГБ, завели до кімнати, в якій я раніше не бувала, а там на мене вже чекала Зіновія Франко. Вона кинулася до мене з відкритими обіймами. Я обмежилася якимось невиразним жестом. Там був присутній слідчий Микола Кольчик, той самий, який «обробляв» Дзюбу, найінтелігентніший серед кагебістів, яких мені доводилося зустрічати… Кольчик почав: «Тоді-то й тоді у вашій квартирі Зіновія Франко передала Андрієві Куримському „Український вісник“ і т. д.» Я на це: «Ви запитували мене про це десятки разів, і я десятки разів відповідала на це питання й відповім іще раз: нічого подібного я не пам'ятаю». На це Кольчик: «А Зіновія Тарасівна стверджує зворотне». Кольчик говорить, а Франко мовчить, щоразу дедалі більше внутрішньо напружуючись. Хвилину Кольчик дивився на неї з очікуванням, нарешті рикнув: «Ну, Тарасівно!!!». Франко почала щось швидко говорити… Ситуація жахлива й водночас дивовижна: до мене, незважаючи на те, що я змішувала їм усі карти, кагебісти ставилися із цілковитою повагою, натомість до неї… Так ламали людей…»[1] |

## Родина
Чоловік — Павло Опанасович Юрачківський (24.12.1920 — 20.12.2015). Закінчив школу у Красному Лучі із «золотою медаллю». Закінчив Дніпропетровський університет, фізичний факультет. Викладав у Львівському політехнічому інституті на Факультеті електроенерготехніки та автоматики. Потім працював у Київському політехнічному інституті у науково-технічному відділі (1950—2013).
Сини: Юрій Павлович Юрачківський (25.06.1951 — 2.01.2024). Закінчив Київський державний університет ім. Т. Г. Шевченка, фізичний факультет. Аспірантуру закінчив у 1979 році. Працював старшим науковим працівником в Інституті кібернетики АН України. Багато років очолював Київську федерацію спортивного бриджу, працював в Інституті геронтології. З 2001 по 2011 працював науковцем в США.
Юрачківський Андрій Павлович (1958 р. н.), доктор фізико-математичних наук, професор. Закiнчив факультет кiбернетики Київського державного унiверситету iм. Т. Г. Шевченка у 1980. Області наукових інтересів — теорія імовірностей, функціональний аналіз, математична фізика.

## Смерть

Могила Зиновії Франко

Померла 17 листопада 1991 року в 66-річному віці у Києві. Похована на Байковому кладовищі (ділянка № 33).

## Вшанування пам'яті
На честь неї названо 44 курінь УПЮ імені Зеновії Франко.

## Наукові праці

### Монографії
- «Курс історії української мови» (співавторка; т. 1-2; 1958—1961).
- «Мовознавство на Україні за п'ятдесят років» (співавторка; 1967).
- «Граматична будова українських гідронімів» (1979).
- «Гідронімія України в її міжмовних і міждіалектних зв'язках» (співавторка; 1981).

### Брошури
- «Иван Франко — непримиримый борец против украинского буржуазного национализма» (1952).
- «Мова про мову» (1978).
- «Увінчаний шаною» (1981).
- «Слово, мов криця» (1990).
- «Хто ми? Звідки родом?» (1990).

### Статті
- Іван Франко в боротьбі з католицькою реакцією // Передмова до зб. Іван Франко. Проти Ватікану. Упоряд. Т. Франко та З. Франко — К: Державне видавництво художньої літератури, 1953 — C. III—XI[6].
- Засоби мовної майстерності лірики Т.Шевченка періоду заслання // Джерела мовної майстерності Т. Г. Шевченка. — К., 1964. — С. 76-98.
- Лексичні засоби стилістики // Українська мова і література в школі. — 1966. — № 1. — С. 24-28.
- Стилі усного мовлення // Закономірності розвитку українського усного літературного мовлення. — К., 1965. — С. 165—190.
- Образність в українському усному мовленні // Українське усне літературне мовлення. — К., 1967. — С. 68-76.
- У спектрі засобів майстерності філософських поем Каменяра // Українське літературознавство: Іван Франко. Статті і матеріали. — Л., 1969. — Вип. 7. — С. 91-98.
- Ономастика в мові творів Івана Франка // Мовознавство. — 1975. — № 2. — С. 55-66.
- Системно-ареальна характеристика гідронімів України // Мовознавство. — 1978. — № 5. — С. 41-47.
- Відбиття діалектних рис в українській гідронімії // Структура українських говорів. — К., 1982. — С. 192—199.
- Мова інтимної лірики І.Франка // Мовознавство. — 1985. — № 5. — С. 30-36.
- Франко як мовознавець // Мовознавство. — 1986. — № 4. — С. 33-41.
- Боротьба за українську мову в дожовтневий період // Мовознавство. — 1990. — № 6. — С. 11-16.
- Функціонування української мови в радянський період // Мовознавство. — 1991. — № 1. — С. 3-9.
- Варіантність, чи територіальна відмінність, української літературної мови. // Укр. істор. та діал. лексика. — 1995. — Вип. 2. — С. 169—173.